# Революція в революції?
«Революція в революції?» — твір французького філософа та громадського-політичного діяча Режіса Дебре, присвячений революційній тактиці та стратегії для Латинській Америки. Книга стала своєрідним підручником партизанської війни для багатьох національно-визвольних і комуністичних рухів у країнах Латинської Америки.
Книга вийшла друком одночасно на Кубі та у Франції 1967 року, коли сам автор перебував у Болівії у складі партизанського загону Ернесто Ґевари. Дуже швидко була перекладена багатьма мовами світу, зокрема англійською (1967), італійською (1967), турецькою (1967), португальською (1968), шведською (2000).

## Огляд
Книга «Революція в революції?», написана Режісом Дебре на матеріялі історії збройної боротьби в Латинській Америці 1960-х рр., стала вагомим внеском у розвиток теорії партизанського вогнища («фокізму»). На думку автора, для ініціювання позитивних суспільних перетворень не потрібно чекати на сприятливі політичні умови — їх можна створити шляхом збройної боротьби, що її має розпочати партизанський загін.
У слаборозвиненій Латинській Америці головною ареною боротьби є сільська місцевість, і основним суб’єктом суспільних перетворень виступає селянство. Відповідно партизанське вогнище («фоко») має створюватися у сільській місцевості. У концепції автора, вогнище поєднує в собі політичне та військове керівництво боротьбою, є зародком народної армії — правдивої політичної школи мас.

## Зміст
1. Звільнити теперішнє від минулого
  1. Збройна самооборона
  2. Збройна пропаганда
  3. Партизанська база
  4. Партія і партизанський загін
2. Головний урок для сьогодення
3. Деякі висновки на майбутнє

## Цитати

### Деякі висновки на майбутнє
Марксисти-лєнінці мають також слідувати наступному Лєніновому принципу: щоб дізнатись, що думають соціял-демократи, слідкуйте не за їхніми ротами, а за їхніми руками.
...найкращий спосіб покінчити з ваганням, це — перейти в наступ на імперіялізм і його місцеву аґентуру всюди, де для цього дозріли умови. У такий спосіб проблєму перевернуто: нехай тепер примирителі визначаються щодо революціонерів, а не навпаки. Вони мають визначитися щодо дійсности та реальних фактів. Якщо вони вступлять у боротьбу проти імперії, тим краще для всіх. Якщо-ж вони вагатимуться, тим гірше для них — історія подбає про те, щоби покинути їх на узбіччі. Успішна засідка, застрелений каратель, захоплена зброя — найкраща відповідь на будь-яку реформістську слабодухість, що може мати місце в тій чи тій країні Латинської Америки.

### Видання твору
- Режіс Дебре. Революція в революції? — Київ: Вперед, 2018.
- Régis Debray, ¿Revolución en la revolución?, La Habana: Casa de las Américas, 1967.(ісп.)
- Régis Debray, Révolution dans la révolution?, Paris: Éd. François Maspero, 1967.(фр.)
- Régis Debray, Revolution in the Revolution?, New York: Monthly Review Press, 1967.(англ.)
- Régis Debray, Revolution in der Revolution?, München: Trikont Verlag, 1967.(нім.)

### Рецензії та критика
- Джек Уоддис. «Новые» теории революции. Критический анализ взглядов Ф. Фанона, Р. Дебре, Г. Маркузе. — Москва: «Прогресс», 1975. — 526 с.(рос.)
- Brian Aarons, ‘Latin American Revolution’, in Australian Left Review, August-September, 1969, pp. 67-73.(англ.)
- Leo Huberman and Paul M. Sweezy (eds.), Regis Debray and the Latin American Revolution: A Collection of Essays, New York: Monthly Review, 1968, 138 pp.(англ.)
- Jack Woddis, New Theories of Revolution: A Commentary on the Views of Frantz Fanon, Régis Debray and Herbert Marcuse, New York: International Publishers, 1972, 415 pp.(англ.)
- Lenny Wolff, ‘Guevara, Debray, and Armed Revisionism’, in Revolution, issue 53, Winter/Spring 1985.(англ.)

### Уривки з книги
- Деякі висновки на майбутнє (третя частина книги)

### Про книгу
- Перрі Андерсон і Робін Блекбьорн. Режіс Дебре як марксист (1967)
- Віктор Петруша. Режіс Дебре і «Революція в революції?» (2019)
- Андре Ґундер Франк і С.А. Шах. Кляса, політика та Дебре (1968)
- Martin Glaberman, 'Regis Debray: Revolution without a Revolution (1968)(англ.)